# 元悌
元悌（506年—528年5月18日），字孝睦，河南郡洛阳县（今河南省洛阳市东）人，魏孝文帝元宏之孙，追尊魏武穆帝元怀第二子，北魏宗室。官员。

## 生平
元悌在虚龄十四时继承了广平王的爵位，出任散骑常侍，很快加号平南将军，又加号安南将军，出任河南尹，很快加号中军将军，转任大鸿胪卿，又改号护军将军。武泰元年四月十四日（528年5月18日），元悌在河阴之变中遇害，虚岁二十三，朝廷赠予侍中、使持节、骠骑大将军、太尉公、尚书令、冀州刺史，谥号文懿，建义元年六月丁亥朔十六日壬寅（528年7月18日）葬于西郊之兆。

## 家庭

### 祖父
- 元宏，北魏高祖孝文皇帝[2]

### 父亲
- 元怀，北魏侍中、使持节、都督中外诸军事、司州牧、太尉公、黄钺、大将军、广平武穆王[2]

### 兄弟姐妹
- 元诲，北魏侍中、左光禄大夫、车骑将军、尚书左仆射、范阳文景王
- 元修，魏孝武帝
- 冯翊公主，嫁宇文泰，北周追尊文皇后
- 平阳公主，嫁郑文宽
- 元季艳，华阳公主，嫁高琛

### 夫人
- 郑大车，东魏骠骑将军、鸿胪卿郑严祖之女，后被高欢纳为妾

### 儿子
- 元赞，北周广平公